# Kruis van de Drievuldigheid
Het Kruis van de Drievuldigheid (Engels: "Cross of the trinity") is een onderscheiding van de Republiek Trinidad en Tobago. De orde verving in 1969 de Britse ridderorden.
De naam sluit aan bij de geschiedenis van het eiland Trinidad maar valt slecht bij een groot deel van de bevolking. Niet alle christenen aanvaarden het dogma van de drie-eenheid en ook de andere godsdiensten, agnosten, atheïsten en bewoners van Tobago, hebben bezwaren tegen de naam van de onderscheiding.
Het kruis is een zwart geëmailleerd gouden kruis pattée met in het midden een zwart medaillon met de contouren van drie gouden bergen boven de zee. In de armen van het kruis zijn gouden vogels, de purperen ibis en cocricoen, wapendieren uit het landswapen afgebeeld. De kolibrie ontbreekt.
Het lint waaraan het kruis om de hals gedragen wordt is rood met een wit-zwart-witte middenstreep en gele randen. De dragers plaatsen de letters "TC" achter hun naam.

## De negen medailles
Aan het kruis zijn een aantal medailles verbonden. Deze medailles belonen specifieke verdiensten of heldendaden. Samen vormen kruis en medailles een ridderorde.
- De Chaconia Medaille van de Orde van de Drievuldigheid (Engels:"Chaconia Medal of the Order of the Trinity") voor maatschappelijke verdienste. De dragers plaatsen de letters "CM" achter hun naam.
- De Kolibrie-Medaille van de Orde van de Drievuldigheid (Engels:"Humming Bird Medal of the Order of the Trinity") voor trouw en verdienste maar ook voor daden van heldenmoed. De dragers plaatsen de letters "HBM" achter hun naam.
- De Openbaar Bestuur-Medaille voor Verdienste van de Orde van de Drievuldigheid (Engels:"Public Service Medal of Merit of the Order of the Trinity") voor uitmuntende en verdienstelijke werkzaamheden in de publieke sector, de landsverdediging en de politie. De dragers plaatsen de letters "MOM" achter hun naam.

De drie medailles worden in goud, zilver en brons toegekend. Er zijn vier verschillende linten in gebruik. De Chaconia medaille draagt men aan een rood lint met brede groene biezen, de Kolibrie Medaille aan een rood lint met brede blauwe biezen en de Besuursmedaille aan een rood lint met grijze biezen. De linten hebben allen een smalle wit-zwart-witte middenstreep. De bies van de gouden Bestuursmedaille is niet grijs maar paars.